# Hoverport de Boulogne-sur-Mer
Ne doit pas être confondu avec Hub port de Boulogne-sur-Mer.
L'hoverport de Boulogne-sur-Mer est un terminal destiné aux aéroglisseurs, appartenant au port de Boulogne-sur-Mer et situé sur la commune du Portel, dans le Pas-de-Calais.
Mis en service en 1968, il permettait de relier l'Angleterre et la France jusqu'à sa fermeture en 1991.

## Historique

### L'hoverport en activité
À partir de 1968, l'hoverport permettait la liaison Boulogne-Douvres en seulement 25 minutes, soit moins que les ferries traditionnels. La liaison se faisait avec des aéroglisseurs (ou hovercrafts) de la compagnie Seaspeed (en) de 1968 à 1981, puis Hoverspeed (en) de 1981 à 1991, des engins mi-bateau mi-avion se déplaçant sur coussins d'air à 30 cm au-dessus de l’eau.
Entre 1968 et 1991, l'hoverport de Boulogne a accueilli plus de 30 millions de passagers, soit plus d'1,3 million par an en moyenne.

### La fermeture de l'hoverport
Les aéroglisseurs étant très polluants (l’hovercraft Jean-Bertin consommait 5 000 litres à l’heure) et très sensibles aux aléas techniques et climatiques, l'hoverport de Boulogne ferme en 1991 (tout comme son homologue calaisien neuf ans plus tard). La raison souvent invoquée est celle de l'ouverture du tunnel sous la Manche et de la concurrence de navires type catamaran, mais on peut avancer d'autres causes : la suppression par la loi européenne de la détaxation du kérosène, l'arrêt des boutiques hors taxes, le coût élevé à l'achat et à l'entretien de la motorisation et de la propulsion de type aéronautique[réf. nécessaire]. Les pièces moteur se faisaient également rares, car aucun projet de modernisation des SR.N4 n'avait été mené durant les 30 ans d'exploitation.

### L'hoverport depuis sa fermeture
Le site, détenu par la chambre de commerce et d'industrie Littoral Hauts-de-France, accueille « Boulogne-sur-Mer Développement Côte d'Opale », une agence d'urbanisme et de développement économique pour l'agglomération boulonnaise.
La destruction des bâtiments était annoncée pour la fin de l'année 2015. Olivier Barbarin, le maire du Portel, voulait y implanter le nouveau lycée professionnel maritime de l'agglomération boulonnaise, ce que contestait Frédéric Cuvillier, le maire de Boulogne, qui préférerait voir le lycée sur sa commune,. D'autres projets sont alors pressentis pour apparaître à cet endroit. Son maintien et son intégration à un futur projet sont également évoqués.
En 2017, le site a servi de décor au tournage de Coincoin et les Z'inhumains, série réalisée par Bruno Dumont et diffusée sur Arte. En octobre 2018, c'est un épisode de la série de France 3, Capitaine Marleau, qui y est tourné.
L'hoverport est toujours debout mi 2019. L'implantation du lycée maritime sur ce site n'est plus d'actualité. Finalement, ce sont plusieurs entreprises de la zone industrielle du port de Boulogne qui déménagent dans les bâtiments de l'hoverport à l'automne 2018. Un réaménagement de la zone est annoncé pour l'année 2019,.

## Desserte

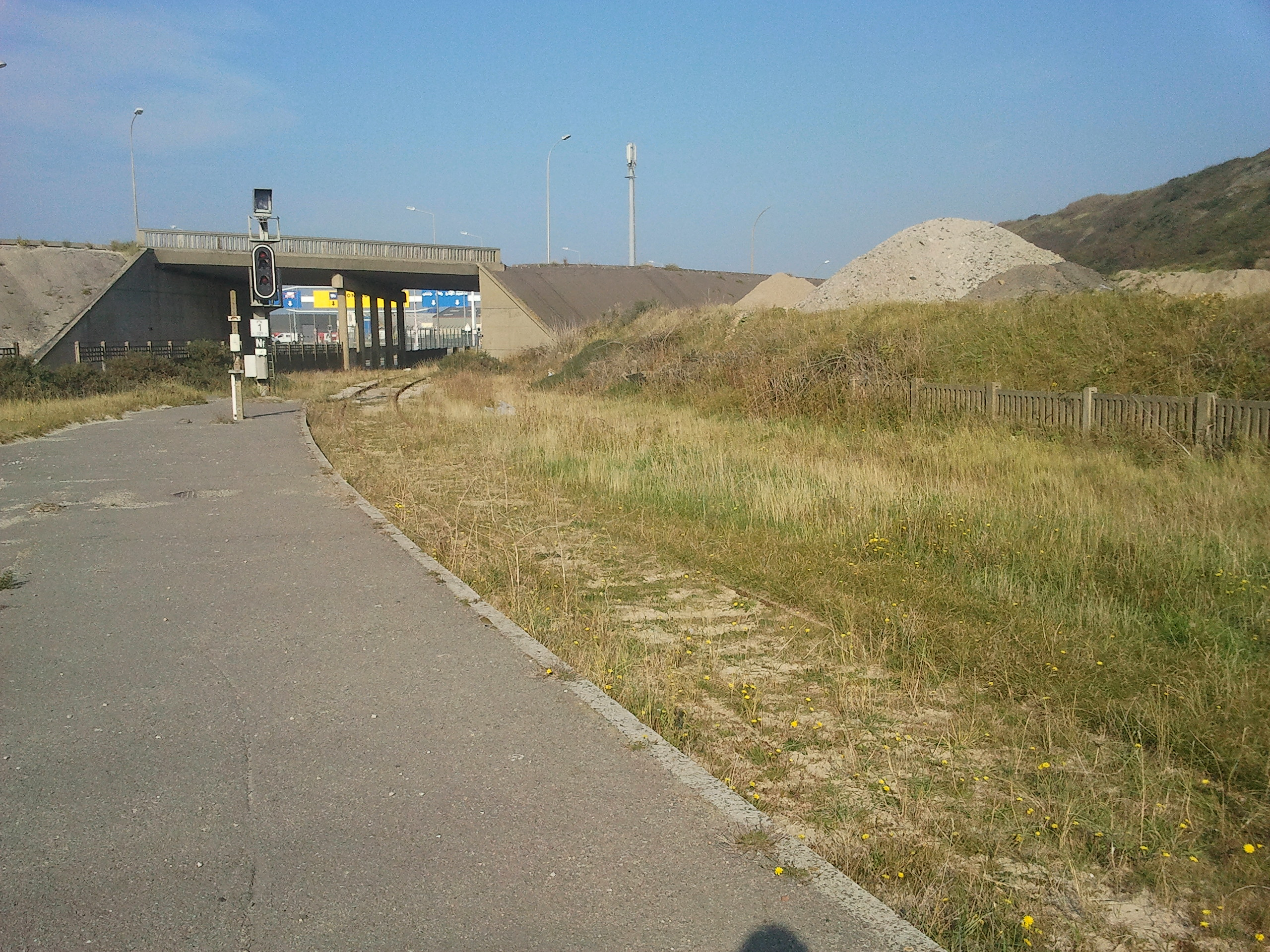
Ancien quai de la gare de Boulogne-Aéroglisseurs, vu en 2015.

Durant sa période d'activité, l'hoverport était desservi par une gare ferroviaire, la gare de Boulogne-Aéroglisseurs. Elle permettait de faire la liaison entre Paris-Nord et Londres-Victoria, en se rendant d'abord à Boulogne (à l'origine par des autorails X 4300 puis par des RTG), puis au port de Douvres par hovercraft et enfin à Londres avec un autre train. La gare ferme le 1er juin 1991.